# Шумет (Проложац)
Шумет је насељено место у саставу општине Проложац, Сплитско-далматинска жупанија, Република Хрватска.

## Историја
До територијалне реорганизације у Хрватској налазио се у саставу старе општине Имотски.

## Становништво
На попису становништва 2011. године, Шумет је имао 324 становника.
| Број становника по пописима | Број становника по пописима | Број становника по пописима | Број становника по пописима | Број становника по пописима | Број становника по пописима | Број становника по пописима | Број становника по пописима | Број становника по пописима | Број становника по пописима | Број становника по пописима | Број становника по пописима | Број становника по пописима | Број становника по пописима | Број становника по пописима | Број становника по пописима |
| --------------------------- | --------------------------- | --------------------------- | --------------------------- | --------------------------- | --------------------------- | --------------------------- | --------------------------- | --------------------------- | --------------------------- | --------------------------- | --------------------------- | --------------------------- | --------------------------- | --------------------------- | --------------------------- |
| 1857                        | 1869                        | 1880                        | 1890                        | 1900                        | 1910                        | 1921                        | 1931                        | 1948                        | 1953                        | 1961                        | 1971                        | 1981                        | 1991                        | 2001                        | 2011                        |
| 0                           | 0                           | 98                          | 116                         | 142                         | 172                         | 0                           | 533                         | 298                         | 0                           | 0                           | 283                         | 305                         | 307                         | 313                         | 324                         |

Напомена: Исказује се од 1991. као самостално насеље настало издвајањем дела подручја насеља Криводол (општина Подбабље). Исказује се од 1880. као део насеља. У 1869. и 1921. подаци су садржани у насељу Доњи Проложац, а у 1953. и 1961. у насељу Криводол (општина Подбабље). У 1931. садржи део података за насеље Криводол (општина Подбабље).

### Попис1991.
На попису становништва 1991. године, насељено место Шумет је имало 307 становника, следећег националног састава:
| Попис 1991.‍ | Попис 1991.‍ | Попис 1991.‍ | Попис 1991.‍ | Попис 1991.‍ |
| ----------- | ----------- | ----------- | ----------- | ----------- |
|             |             |             |             |             |
| Хрвати      | Хрвати      |             | 300         | 97,71%      |
| Словенци    | Словенци    |             | 1           | 0,32%       |
| непознато   | непознато   |             | 6           | 1,95%       |
| укупно: 307 |             |             |             |             |